# Jean-Baptiste Colbert de Torcy
Jean-Baptiste Colbert de Torcy, wym. [ʒɛɑ̃-baptistə kɔlbɛɾ də tɔɾsi], markiz de Torcy (ur. 14 września 1665 w Paryżu, zm. 2 września 1746 tamże) – francuski polityk.
Jego ojcem był francuski secrétaire d'État aux Affaires étrangères (MSZ) Charles Colbert de Croissy, a stryjem Jean-Baptiste Colbert. Jego młodszy brat Louis-François Colbert został dyplomatą .
W 1696 został MSZ. Wraz ze swym teściem Simonem Arnauldem de Pomponne’em negocjował traktat w Rijswijk. Uczestniczył także w rokowaniach pokojowych w Utrechcie (1713) i w Rastatt (1714), jednak nie zdołał powstrzymać zakończenia francuskiej dominacji w Europie.